# Melina Kanakaredes

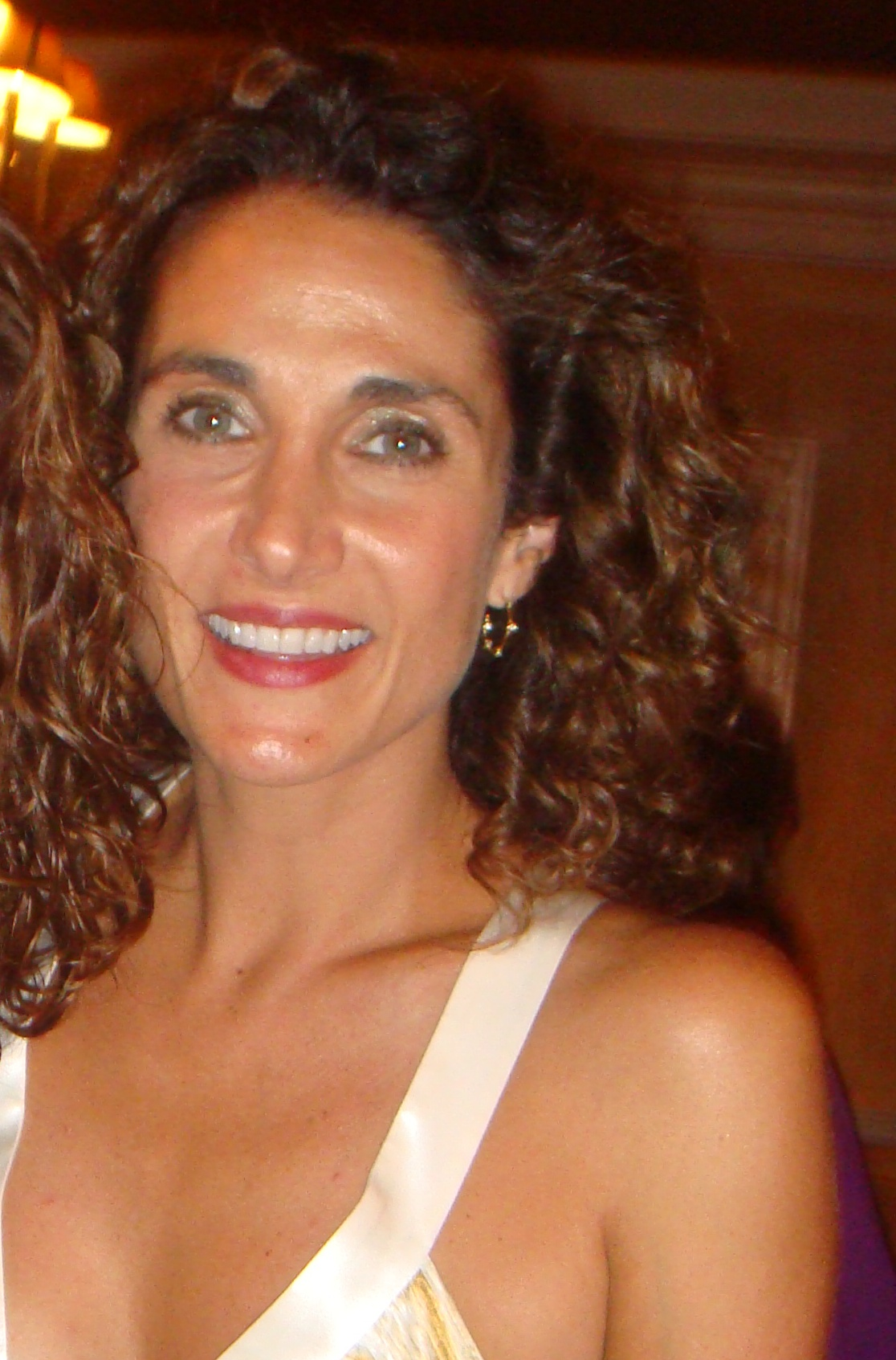
Melina Kanakaredes in Ohio (2009)

Melina Eleni Kanakaredes (* 23. April 1967 in Akron, Ohio) ist eine US-amerikanische Schauspielerin.

## Leben und Karriere
Die jüngste von drei Töchtern eines Versicherungsvertreters und einer Hausfrau ist in Akron geboren und aufgewachsen. Sie verbrachte die meiste Zeit im Süßwarenladen ihrer Eltern. Ihre Liebe zu Musicals und Theater, speziell für die Werke von Gwen Verdon und Chita Rivera, hatte sie schon als Kind entwickelt. Sie trat zusammen mit ihren Schwestern in ihrer griechischen Gemeinde auf und mit acht Jahren hatte sie ihre erste Rolle in dem Stück Tom Sawyer. Als Teenager trat sie weiterhin in Musical- und Tanzproduktionen auf und arbeitete einige Sommer mit verschiedenen Ensembles in New York City.
1985 machte Kanakaredes ihren Abschluss an der Highschool und wechselte danach an die Ohio State University, um Musik, Tanz und Theater zu studieren. Später wechselte sie an das Point Park College, wo sie die Möglichkeit bekam, in Werbespots und in Theaterproduktionen am Pittsburgh Playhouse und am Pittsburgh Public Theater mitzuwirken. Nach ihrem „magna cum laude“-Abschluss als Bachelor of Fine Arts in Musical Theater/Acting ging sie nach New York, um ihre Karriere in Theater- und Musical-Produktionen am Broadway zu starten. Ihre erste Rolle bekam sie in dem Stück State of the Art. Später wurde sie von einem Agenten der Künstleragentur William Morris entdeckt und bekam eine Rolle in der Fernsehserie Springfield Story. Bereits diese Rolle verschaffte ihr eine beträchtliche Fangemeinde und einen bleibenden Eindruck bei den Produzenten, was ihr Auftritte in Fernsehserien wie New York Cops – NYPD Blue, New York News – Jagd auf die Titelseite oder Leaving L.A. einbrachte. Richtig bekannt wurde sie ab 1999 durch ihre Rolle als Dr. Sydney Hansen in der Fernsehserie Providence, die ihr einen TV-Guide Award einbrachte.
Zu Kanakaredes’ seltenen Auftritten in Kinofilmen gehören eine Nebenrolle als Samuel L. Jacksons vielseitige Sekretärin in dem Thriller Tödliche Weihnachten (1996), ein Auftritt als Robert De Niros Freundin in 15 Minuten Ruhm (2001), die Rolle der Athena in Percy Jackson – Diebe im Olymp (2010) und neben Dwayne Johnson in Snitch – Ein riskanter Deal (2013).
Ab 2004 war Kanakaredes in der Fernsehserie CSI: NY, einem Ableger der Serie CSI: Vegas, als Detective Stella Bonasera zu sehen. Sie verließ die Serie nach der sechsten Staffel.
Kanakaredes lebt mit ihrem Mann, Peter Constantinades, mit dem sie seit dem 6. September 1992 verheiratet ist, im San Fernando Valley bei Los Angeles. Sie hat zwei Töchter.
Kanakaredes spricht fließend Griechisch.

## Filmografie (Auswahl)

### Filme
- 1987: Carts
- 1994: Bleeding Hearts
- 1996: Tödliche Weihnachten (The Long Kiss Goodnight)
- 1998: Gefährliche Schönheit – Die Kurtisane von Venedig (Dangerous Beauty)
- 1998: Rounders
- 1998: Von Schuld getrieben (Saint Maybe)
- 2001: 15 Minuten Ruhm (15 Minutes)
- 2005: Fesseln der Tiefe (Into the Fire)
- 2010: Percy Jackson – Diebe im Olymp (Percy Jackson & the Olympians: The Lightning Thief)
- 2013: Snitch – Ein riskanter Deal (Snitch)

### Fernsehserien
- 1991–1995: Springfield Story (The Guiding Light)
- 1995: Ein Mountie in Chicago (Due South, Episoden 1x20, 1x21)
- 1995: New York News – Jagd auf die Titelseite (New York News, 13 Episoden)
- 1995: New York Cops – NYPD Blue (NYPD Blue, 6 Episoden)
- 1997: Leaving L.A. (6 Episoden)
- 1999–2002: Providence (96 Episoden)
- 2004: CSI: Miami (Episode 2x23)
- 2004–2010: CSI: NY (140 Episoden)
- 2015: Hawaii Five-0 (Episode 5x16)
- 2015: Extant (5 Episoden)
- 2016: Notorious (3 Episoden)
- 2018–2019: Atlanta Medical (The Resident, 15 Episoden)
- 2023: Billions (Fernsehserie, drei Episoden)
- 2025: Navy CIS (Fernsehserie, eine Episode)

## Videospiele
- 2008: CSI: NY (Det. Stella Bonasera Synchronisation)

## Nominierungen und Auszeichnungen
- TV Guide Awards:
  - 2000: Beste Schauspielerin in einer Drama-Serie für Providence
  - 2001: Nominierung: Schauspielerin des Jahres in einer Drama-Serie für Providence
- Soap Opera Digest Awards:
  - 1992: Nominierung: Bester weiblicher Newcomer für Springfield Story
  - 1994: Nominierung: Heißester weiblicher Star für Springfield Story
- Emmy Awards:
  - 1994: Nominierung: Beste Jung-Hauptdarstellerin für Springfield Story
  - 1995: Nominierung: Beste Nebendarstellerin für Springfield Story